# 第61次長期滞在
第61次長期滞在（だい61じちょうきたいざい）は国際宇宙ステーションでの61回目の長期滞在で、2019年10月3日のソユーズMS-12のドッキング解除から始まった。この長期滞在は、ヨーロッパ人としては3人目、イタリア人としては初のISS船長となるESAの宇宙飛行士ルカ・パルミターノが指揮をとった。パルミターノと、ソユーズMS-13の同乗者のアレクサンドル・スクボルソフおよびアンドリュー・R・モーガンと、ソユーズMS-12のクリスティーナ・コックは第60次長期滞在から移行した。この4人に、2019年9月25日に打ち上げられたソユーズMS-15に搭乗したオレグ・スクリポチカとジェシカ・メイアが合流した。

## クルー
| 役職                  | 乗組員                                            |                                              |
| --------------------- | ------------------------------------------------- | -------------------------------------------- |
| 船長                  | ルカ・パルミターノ、ESA 2回目の宇宙飛行           |                                              |
| 第1フライトエンジニア | アレクサンドル・スクボルソフ、RSA 3回目の宇宙飛行 |                                              |
| 第2フライトエンジニア | アンドリュー・R・モーガン、NASA 1回目の宇宙飛行   |                                              |
| 第3フライトエンジニア | クリスティーナ・コック、NASA 1回目の宇宙飛行      | クリスティーナ・コック、NASA 1回目の宇宙飛行 |
| 第4フライトエンジニア | オレグ・スクリポチカ、RSA 3回目の宇宙飛行         |                                              |
| 第5フライトエンジニア | ジェシカ・メイア、NASA 1回目の宇宙飛行            |                                              |

## ISSへのその他の有人宇宙飛行
2019年にNASAspaceflight.comが入手した飛行計画統合パネル（FPIP）の文書によれば、第61次長期滞在は暫定的に商業乗員輸送開発宇宙船の2回の訪問が予定されていた。しかしながら、スケジュールのずれによってこれらの訪問は行われないことになった。
- 2019年11月15日に打ち上げられ、短期間ISSに滞在して11月22日に着陸する、アメリカ人宇宙飛行士ボブ・ベンケン（英語版）およびダグラス・ハーリーが搭乗するCrew Dragon Demo-2ミッションが計画されていた。
- スターライナー・カプセルのボーイング有人飛行試験の打ち上げが2019年11月30日に予定されていた。この飛行ではアメリカ人宇宙飛行士のマイケル・フィンク、ニコール・マン（英語版）およびクリストファー・ファーガソンが12月1日に国際宇宙ステーションにドッキングし、2020年5月までステーションに止まることが提案されていたが、彼らがISS訪問者なのか、第61次長期滞在クルーの一部となるのか、第62次長期滞在の開始となるのかは公式に明らかになっていなかった。

## 船外活動
第61次長期滞在のクルーは、それまでのISSの歴史で最も多い9回の船外活動を行った。
4回の船外活動はアルファ磁気分光器の修理のために行われた。この修理はESAのルカ・パルミターノ飛行士とNASAのアンドリュー・R・モーガン飛行士が行った。両名はステーション内部でカナダアーム2ロボットアームを操作するクリスティーナ・コックおよびジェシカ・メイアに支援された。この船外活動は「ハッブルの修理以来でもっとも挑戦的」と説明された。
ISSのバッテリーの修理と増強のために数回の船外活動が行われた。2019年10月18日に、クリスティーナ・コックおよびジェシカ・メイアは歴史上初めての女性だけの船外活動を行った。

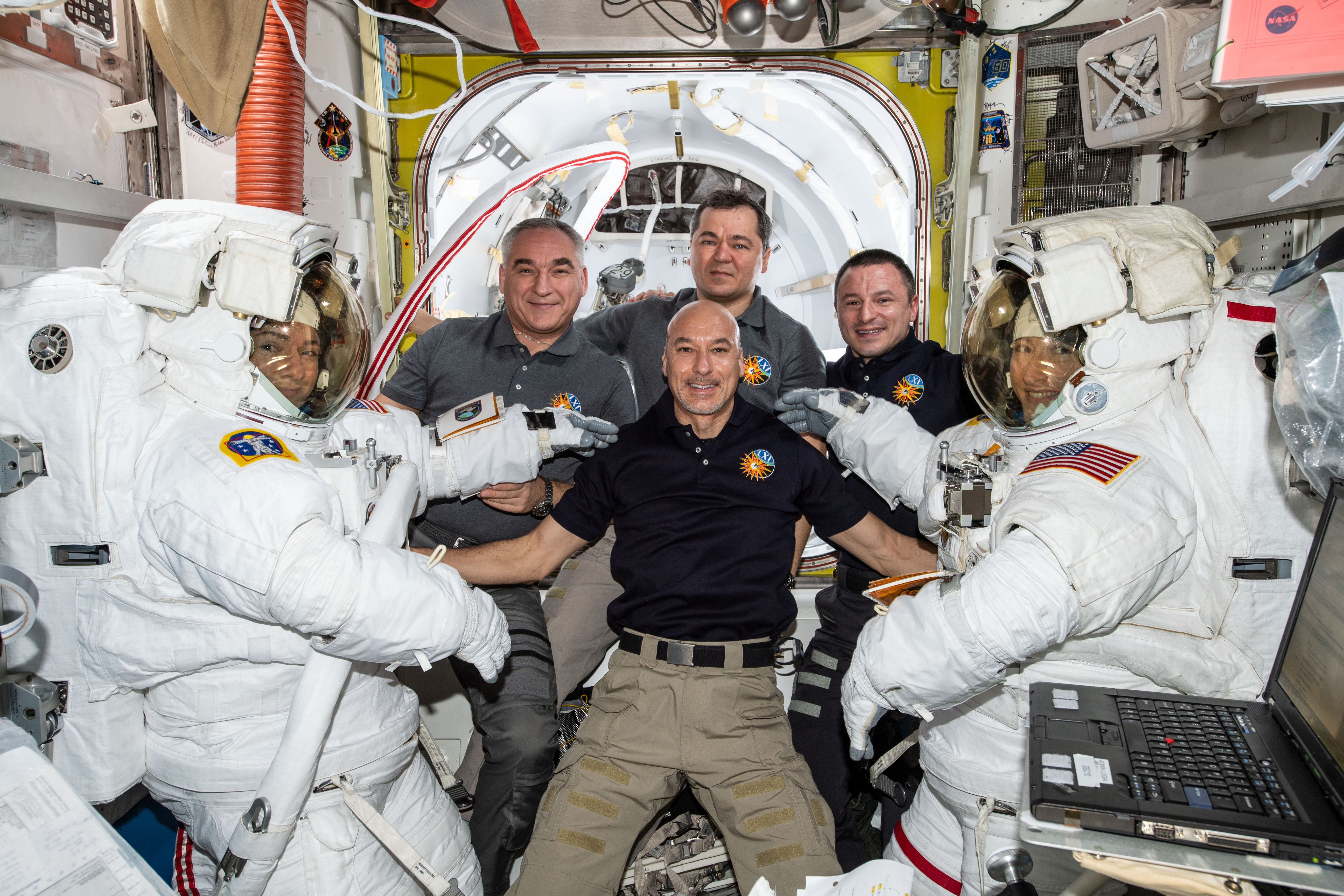
（左から右に）アレクサンドル・スクボルソフ、ルカ・パルミターノ（船長）、オレグ・スクリポチカ およびアンドリュー・R・モーガンとならんだ、船外活動前のジェシカ・メイア（左）とクリスティーナ・コック（右）